# Euro Interliga
L'Euro Interliga è stata una competizione pallanuotistica maschile che coinvolgeva i migliori club del campionato rumeno, di quello serbo, di quello slovacco e di quello ungherese. La squadra attualmente campione in carica è il Vaterpolo klub Partizan Raiffeisen, detentore del titolo 2010-2011.

## Storia
Escluse dalla Liga Adriatica, Romania, Serbia, Slovacchia e Ungheria decisero di creare a loro volta un campionato estivo che coinvolgesse le migliori squadre delle quattro nazioni. Questo nuovo campionato, denominato Euro Interliga, vedeva competere sei club ungheresi, due serbi, uno slovacco e uno rumeno, per un totale di dieci squadre.
Tuttavia il progettò naufragò dopo sole due stagioni.

## Albo d'oro
| Stagione | Vincitore | Secondo Posto | Terzo posto | Note |
| 2010     | Partizan  | Vasas         | Eger        |      |
| 2011     | Partizan  | Szeged        | Vasas       |      |

### Titoli per squadra
| Squadra  | Titoli |
| -------- | ------ |
| Partizan | 2      |

### Titoli per nazione
| Squadra | Titoli |
| ------- | ------ |
| Serbia  | 2      |